# Regeringen Carlsson I
Regeringen Carlsson I var Sveriges regering fra den 12. marts 1986 og til den 27. februar 1990. Det var en socialdemokratisk mindretalsregering. Regeringen afløste Regeringen Palme II, og den blev efterfulgt af Regeringen Carlsson II.

## Regeringens dannelse
Regeringen blev dannet efter mordet på statsminister Olof Palme den 28. februar 1986.

## Regeringens afgang
I februar 1990 trådte Regeringen Carlsson I tilbage, efter at den havde tabt en afstemning i Riksdagen. Carl Bildt (Moderaterne) forsøgte forgæves at danne en borgerlig regering. Derefter blev Regeringen Carlsson II udnævnt.

## Markante ministre
- Justits-, arbejdsmarkeds- og ligestillingsminister Anna-Greta Leijon
- Justitsminister Laila Freivalds
- Skoleminister Göran Persson
- Arbejdsmarkedsminister Mona Sahlin
- Civil- og kirkeminister Bo Holmberg, gift med den senere udenrigsminister Anna Lindh.
- Kirke-, forbruger- og ungdomsminister Margot Wallström